# Aussichtsturm Taubenberg (Nettetal)

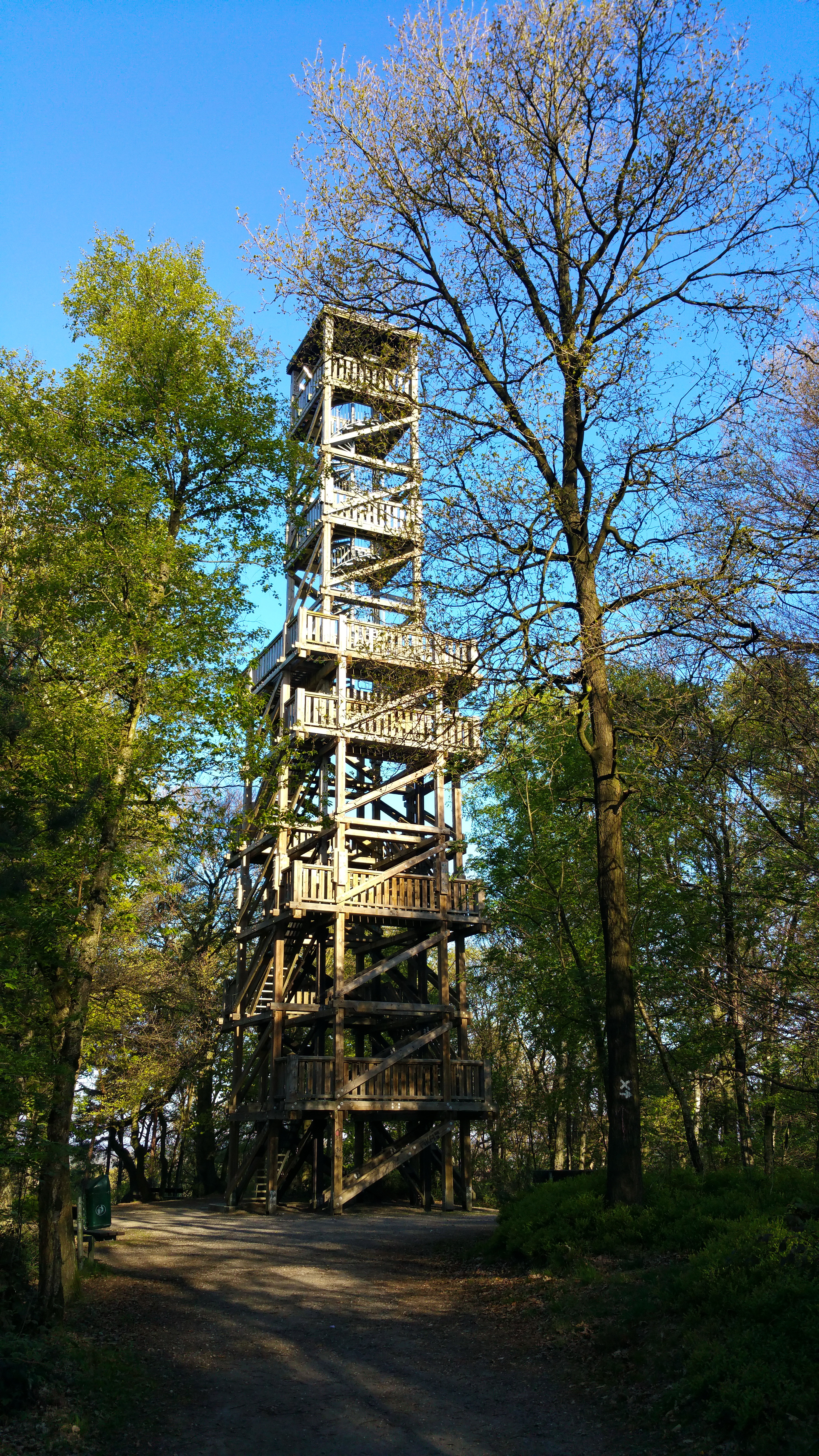
Aussichtsturm auf dem Taubenberg

Der auf 81 m Höhe gelegene Aussichtsturm Taubenberg ist ein in Holzfachwerkbauweise ausgeführter Aussichtsturm  auf dem Taubenberg der Hinsbecker Höhen bei Hinsbeck in Nettetal. 
Der ursprüngliche Turm wurde 1970 errichtet und war 15,8 Meter hoch. In den 1970er Jahren wurde er als Feuerwachturm genutzt, erwies sich dann aber als zu niedrig, weil das Baumwachstum die Aussicht einschränkte. Wegen seines schlechten baulichen Zustandes war er ab Mitte der 1990er Jahre gesperrt.
2005 wurde der Turm renoviert. Dabei wurde er auch erhöht, so dass seine Höhe seitdem 28,8 Meter beträgt. Ab einer Höhe von 15,8 Metern führt eine Stahlspindeltreppe zur neuen Aussichtsplattform. 2019 wurde bei Sanierungsarbeiten ein Balken ausgetauscht.
Vom Turm sind u. a. die Krickenbecker Seen und Schloss Krickenbeck zu sehen; er bietet eine gute Aussicht über das Rhein- und Maas-Tal.
In der Nähe des Turms befindet sich die Jugendherberge Vierlinden (Parkplätze gegenüber der Jugendherberge).